# Monsterseed
Monsterseed – gra komputerowa z gatunku jRPG, wyprodukowana przez NK System i wydana przez firmę Sunsoft w 1998 roku. W 2001 roku ukazała się jej reedycja pod nazwą Monsterseed: Value 1500.
Akcja gry toczy się w fikcyjnym mieście Len Ball. Gracz wciela się w niej w rolę podróżnika Daniela, który dowiaduje się o spisku organizacji Black Rope Gang zmierzającej do panowania nad światem. Daniel, dotkliwie pobity przez przywódców gangu, decyduje się na pokrzyżowanie ich planów. Pojedynki w Monster Seed toczą się w systemie turowym. W walce można wykorzystać wyklute z jaj potwory.